# Televicentro (Nicaragua)
Televicentro (anche conosciuto con il nome di Canal 2) è una rete televisiva nicaraguense di proprietà della società Televicentro de Nicaragua, S.A. L'azienda è stata fondata nel dicembre 1965 da Octavio Sacasa Sarria.